# IC 4426
IC 4426 ist eine elliptische Galaxie vom Hubble-Typ E im Sternbild Bärenhüter am Nordsternhimmel. Sie ist schätzungsweise 691 Millionen Lichtjahre von der Milchstraße entfernt.
Das Objekt wurde am 10. Mai 1904 von Royal Harwood Frost entdeckt.